# Исаков, Шамиль Исакович
Шамиль Исакович Исаков (2 апреля 1996; с. Аргвани, Гумбетовский район, Дагестан, Россия) — российский тхэквондист, серебряный призёр Сурдлимпийских игр. Чемпионат мира и Европы среди глухонемых. Заслуженный мастер спорта России (21.12.2017).

## Биография
До трёхлетнего возраста родители Шамиля не знали, что их сын не говорит и не слышит. Отец Шамиля - Исак, отмечает, что у сына проблем из-за этого никогда не было, ни в семье, ни с друзьями. Однако Исаковы, узнав о недуге сына, бросили хозяйство в родном селении Аргвани и переехали в Махачкалу. Спортом занимается с 10 лет. Шамиль Исаков - чемпион Европы среди глухонемых 2019 года, пятикратный чемпион России, в 2017 году он стал серебряным призёром сурдолимпийских игр в турецком Самсуне. В октябре 2019 года в Казани стал бронзовым призёром чемпионата России. В ноябре 2020 на чемпионате России в Москве стал бронзовым призёром. 

## Достижения
- Сурдлимпийские игры 2017 — ;
- Чемпионат Европы по тхэквондо среди глухонемых 2019 — ;
- Чемпионат мира по тхэквондо среди глухонемых 2019 — ;
- Чемпионат России по тхэквондо 2019 — ;
- Чемпионат России по тхэквондо 2020 — ;